# Waiting for the Light
Pour plus de détails, voir Fiche technique et Distribution.
Waiting for the Light est un film américain réalisé par Christopher Monger et sorti en 1990.

## Synopsis
Zena, une ancienne illusionniste, s’installe avec sa nièce Kay, mère célibataire avec deux enfants, dans une petite ville de l’État de Washington pour y gérer un modeste commerce. À la suite de chamailleries avec leur voisin auquel les gamins ont chapardé des légumes, la tante Zena fait à celui-ci un de ses tours de magie pour l’effrayer. Convaincu d’avoir assisté à une manifestation surnaturelle, le voisin met toute la ville en émoi. Les médias s’emparent de l’évènement et attirent une foule de curieux…

## Fiche technique
- Titre original : Waiting for the Light
- Réalisation : Christopher Monger
- Scénario : Christopher Monger
- Musique : Michael Storey
- Chansons et musiques additionnelles : 
  - Jesus Hits Like An Atom Bomb, interprétée par The Blue Jay Singers
  - Guided Missiles, interprétée par The Cuff Links
  - Memories of El Monte, interprétée par The Penguins
  - Festive March
  - The Loco-Motion, interprétée par Little Eva
  - Working in a Coal Mine, interprétée par Lee Dorsey
  - Duck and Cover
  - Jesus Hits Like An Atom Bomb, interprétée par The Skin Twins
  - Dance By The Light of The Moon, interprétée par The Olympics
  - My Special Angel, interprétée par by Bobby Helms
- Photographie : Gabriel Beristain
- Décors : Philip Peters
- Costumes : Isabella B. Van Soest
- Montage : Éva Gárdos
- Production : Ronald M. Bozman, Caldecot Chubb, Edward R. Pressman
- Sociétés de production : Epic Productions, Sarliu/Diamant
- Société de distribution : Triumph Releasing Corporation
- Pays de production :  États-Unis
- Langue originale : anglais
- Tournage extérieur : Buckley, Puyallup, Seattle, Tacoma (État de Washington)
- Année de tournage : 1989
- Format : couleur — son stéréophonique — 35 mm
- Genre : comédie
- Durée : 94 min
- Date de sortie :
  - Allemagne : 14 juin 1990
  - Film inédit en France

## Distribution
- Teri Garr : Kay Harris
- Shirley MacLaine : tante Zena
- Louis Guzzo : le présentateur
- Colin Baumgartner : Eddie
- Hillary Wolf : Emily
- Jeff McCracken : Charlie
- John Bedford Lloyd : le révérend Stevens